# Бутылочный дом в Гяндже
Бутылочный дом (азерб. Butulkalı ev) — особняк в Гяндже (Азербайджан), построенный из стеклянных бутылок.

## Обзор
Двухэтажный дом из бутылок был построен жителем Гянджи Ибрагимом Джафаровым в 1966—1967 годах из стеклянных бутылок различной формы и размеров и красочных камней, привезённых из Сочи. В строительстве использовалось 48 тыс. бутылок. Строительство дома было посвящено памяти брата Ибрагима Джафарова, пропавшего во время Второй мировой войны.

## Украшение дома

Бутылочный дом в Гяндже

Год постройки летнего дома указан на стене у крыльца. Большой портрет пропавшего брата Юсифа Джафарова нарисован спереди под выступом крыши. Кроме того, стены дома были украшены записками о Олимпийских играх, которые проходили в СССР в 1980 году, а также имеется имя и портрет владельца. Слова «Гянджа» (историческое название города) были написаны в разных частях здания, однако в то время город официально назывался Кировабад (1935—1989).
В XXI веке дом был реконструирован и является популярным среди горожан и туристов местом.